# 斯拉武特奇戰役
斯拉武特奇戰役是2022年俄羅斯入侵烏克蘭基輔攻勢期間發生在斯拉武特奇市的一次軍事交戰，這座城市是切爾諾貝利禁區工人的專用定居點。 
2022年3月，俄罗斯軍隊襲擊並圍困了這座城市九天，迫使乌克兰守軍撤離。
與科諾托普一樣， 俄軍同意不會「改變該市的政府、在該市部署的烏克蘭軍隊、阻礙交通或移除烏克蘭國旗」。作為回報，市政府官員同意「居民不會攻擊俄羅斯軍隊」。

## 時間軸

### 初期圍困和人道主義危機
3月18日，俄羅斯軍隊包圍了斯拉武特奇，圍攻了這座城市，並切斷了城外的所有食品和藥品供應。
該市的電力供應斷開；在烏克蘭國家電力公司員工修復了受損的電線以重新連接城市後，俄羅斯軍隊再次損壞它們，並且在城市郊區設立檢查站，令平民無法從城市撤離。
3月23日，俄羅斯軍隊向城市郊區的一個檢查站開火，令斯拉武特奇地區的戰鬥升級。
對斯拉武特奇郊區的炮擊一直持續到3月24日，被圍困的城市內的條件被描述為「人道主義災難」。
3月25日，有報道稱俄軍狙擊手可能滲透到城市內；因此，斯拉武特奇市議會頒布了宵禁，禁止居民在城市周圍移動。

### 戰鬥結束和俄軍撤退
3月26日，俄羅斯武裝部隊在襲擊了郊區的武裝檢查站後，無人抵抗地進入斯拉武蒂奇。
市內醫院被俄羅斯軍隊佔領。 據報道，俄羅斯軍隊綁架了斯拉武特奇市長；他最終獲釋，以參與當天晚些時候在城市廣場舉行的反對俄羅斯入侵的抗議集會。
該市5000多名居民參加了和平抗議活動，直到俄羅斯軍隊向人群開槍警告並發射閃光彈，造成至少一名平民受傷。
抗議者逃離閃光彈的鏡頭在國際上流傳；襲擊和平抗議集會可能觸犯戰爭罪。
在抗議集會上發表講話時，斯拉武特奇市長向俄羅斯軍隊保證，該市沒有軍隊或武器，並告訴他們應該因此撤軍。
隨後，俄羅斯軍隊從市中心撤退到郊區。
斯拉武特奇市長同意允許俄罗斯軍隊搜查該市以尋找武器，以便他們同意撤出該市。 這一過程於3月27日完成，俄羅斯軍隊撤離了斯拉武特奇。
隨後，建立了人道走廊，以允許物資和人道主義援助進入城市，並使平民有機會在九天內首次撤離。